# Voskressensk
Voskressensk (en russe : Воскресенск) est une ville industrielle de l'oblast de Moscou, en Russie. Sa population s'élevait à 93 521 habitants en 2014.

## Géographie
Voskressensk est située à 88 km au sud-est de Moscou.

## Histoire
Voskressensk est née autour d'une gare ferroviaire ouverte en 1862 sur la ligne de chemin de fer de Moscou – Riazan. Cette gare prend le nom du village voisin de Voskressenskoïe (Воскресенское), Voskressenskaïa (Воскресенская). En 1934, la localité reçoit le statut de commune urbaine et le nom de Voskressensk, et en 1938 le statut de ville.

## Population
Recensements (*) ou estimations de la population
| 1897* | 1926* | 1939*  | 1959*  | 1970*  | 1979*  |
| ----- | ----- | ------ | ------ | ------ | ------ |
| 2 289 | 4 663 | 28 987 | 44 759 | 66 866 | 76 449 |

| 1989*  | 2002*  | 2010*  | 2012   | 2013   | 2014   |
| ------ | ------ | ------ | ------ | ------ | ------ |
| 80 393 | 77 871 | 91 464 | 92 240 | 92 856 | 93 521 |

## Économie
Voskressensk est un centre d'industrie chimique, avec les entreprises :
- OAO Voskressenskie Mineralnye Oudobreniia (en russe : ОАО Воскресенские минеральные удобрения) : ammoniac, engrais.
- OAO Fosfaty (en russe : ОАО Фосфаты) : engrais minéraux, engrais phosphatés, produits chimiques ménagers.

## Sports
L'équipe de hockey sur glace de la ville, le Khimik Voskressensk, évolue dans le championnat de Russie de hockey sur glace D2, le deuxième échelon du championnat de hockey en Russie.

## Personnalités
- Igor Larionov (1960-), joueur russe de hockey retraité;
- Ravil Isyanov (1962-2021), acteur russe;
- Sergueï Berezine (1971-2024), joueur de hockey sur glace russe.
- Andreï Markov (1978-), joueur russe de hockey;
- Aleksandr Beketov (1970-), champion olympique d'escrime.